# Erik Benzelius il Giovane
Erik Benzelius il Giovane (d.y.; Uppsala, 27 gennaio 1675 – Linköping, 23 settembre 1743) è stato un arcivescovo luterano, teologo e bibliotecario svedese, arcivescovo di Uppsala dal 1742 fino alla sua morte.

## Biografia
Figlio di Erik Benzelius il vecchio e fratello di Henrik e Jakob Benzelius (i tre furono tutti Arcivescovi di Uppsala), era un uomo molto colto, una delle figure più importanti dell'Illuminismo in Svezia.
Comesuo padre, studiò all'Università di Uppsala ed intraprese un viaggio attraverso l'Europa. Ciò non era raro per le persone ricche e ambiziose dell'epoca. Il mondo accademico aveva visto aumentare la propria importanza. Erik, tra gli altri, incontrò Gottfried Leibniz e Nicolas Malebranche. Trascorse molto tempo a studiare da libri e manoscritti di grandi e antiche biblioteche.
Al suo ritorno ad Uppsala, nel 1702, divenne bibliotecario dell'Università di Uppsala. Lavorò all'espansione della collezione libraria della biblioteca. Studiò per diventare prete e fu ordinato nel 1709. Si tenne sempre in contatto con le persone più colte europee e di Uppsala. Tra questi vi erano botanici, matematici, storici e scienziati di altre facoltà. La corrispondenza tra lui e questi studiosi fu conservata e pubblicata dopo la sua morte.
Sposò Anna Svedberg nel 1703. Quest'ultima era figlia dell'ecclesiastico Jesper Swedberg e sorella dello scienziato e mistico cristiano Emanuel Swedenborg. Il rapporto tra Emanuel Swedenborg ed Erik Benzelius il giovane era forte, in quanto Erik rispettava molto le sue scoperte scientifiche, anche in quanto appassionato di tutti gli ambiti della conoscenza.
La sua teologia era caratterizzata dalle credenze ortodosse di suo padre. Scrisse molti libri, non solo riguardanti questioni teologiche. Ad esempio, fu fondatore della prima rivista scientifica svedese, Acta literaria Suecia, nel 1720. La rivista fu pubblicata fino al 1939.
Nel 1742 fu nominato Arcivescovo di Uppsala, primate della Chiesa di Svezia, ma morì nel 1743 prima di insediarsi.
Fu anche membro attivo del parlamento svedese, il Riksdag degli Stati, dal 1723 alla sua morte.